# 观海站
觀海站（韓語：관해역）是朝鮮民主主義人民共和國咸镜北道清津市青岩区域觀海洞的一個鐵路車站，属于平罗线。

## 邻近车站
平羅線
三海站 - 觀海站 - 洛山站